# Neuseeländische Cricket-Nationalmannschaft
Die neuseeländische Cricket-Nationalmannschaft (englisch New Zealand National Cricket Team), deren Spieler auch unter den Spitznamen Black Caps und Kiwis bekannt sind, vertritt Neuseeland auf internationaler Ebene in der Sportart Cricket. Das Team wird vom Verband New Zealand Cricket (NZC) geleitet und ist seit 1930 Vollmitglied im International Cricket Council. Die Mannschaft besitzt somit Teststatus.
Neuseeland ist die fünftälteste Nationalmannschaft im Test Cricket und bestritt seinen ersten Test 1929/30 daheim gegen England. Neuseelands größte Erfolge bisher sind der Gewinn des ICC KnockOut 2000 und der ICC World Test Championship 2019–2021, sowie das zweimalige Erreichen des Finales bei Cricket World Cups (2015 und 2019) und einmal beim T20 World Cup (2021). Drei ehemalige neuseeländische Spieler wurden in die ICC Cricket Hall of Fame aufgenommen.

## Geschichte

### Einführung und Verbreitung von Cricket
Wie in anderen Teilen der Welt brachten britische Siedler Cricket nach Neuseeland, wo es schnell an Beliebtheit gewann. Die Geschichte des Crickets in Neuseeland beginnt mit der Organisation des ersten überlieferten Spiels durch den Prediger Henry Williams 1832 in Northland. 1835 besuchte der britische Naturforscher Charles Darwin während seiner Weltumseglung mit der Beagle die Bay of Islands und beobachtete, wie befreite Maori-Sklaven und der Sohn eines Missionars in Waimate North Cricket spielten. Darwin beschrieb dies in The Voyage of the Beagle folgendermaßen:

“Several young men redeemed by the missionaires from slavery were employed on the farm. In the evening I saw a party of them at cricket.”

„Mehrere junge Männer, die von Missionaren aus der Sklaverei befreit wurden, arbeiteten auf der Farm. Am Abend sah ich einige von ihnen beim Cricket.“

Das erste schriftlich belegte Cricketspiel in Neuseeland fand im Dezember 1842 in Wellington statt. Die Zeitung Wellington Spectator berichtete über ein Spiel am 28. Dezember 1842 zwischen einer „roten“ und einer „blauen“ Mannschaft des Wellington Clubs. Der erste vollständige Bericht über ein Cricketspiel stammt vom Examiner in Nelson zwischen den Surveyors und Nelson im März 1844.
Am 16. März 1860 wurde das erste interprovinziale Spiel in Wellington bestritten, als Wellington ein Spiel über einen Tag gegen die Mannschaft Aucklands mit vier Wickets gewann. Kurz darauf fanden weitere Spiele statt, die sich jedoch alle über jeweils einen Tag erstreckten und nicht über First-Class-Status verfügten. Das erste First-Class-Match in Neuseeland erfolgte am 27.–29. Januar 1864 zwischen Otago und Canterbury auf dem South Dunedin Recreation Ground. Es erstreckte sich über drei Tage und die Over bestanden im ersten Innings aus jeweils sechs Würfen und im zweiten aus vier. Canterbury gewann den Münzwurf und entschied sich als Schlagmannschaft zu beginnen, Otago gewann das Match jedoch mit 76 Runs. Obwohl dies das erste First-Class-Match in Neuseeland war, verfügten fünf Spieler Otagos bereits über First-Class-Erfahrung, die sie vom interkolonialen Cricket im australischen Victoria mitbrachten. Dennoch war es ein Debütant, der 32 Jahre alte James Fulton, der erstmals 25 Runs erzielte. John Mace, ein ehemaliger Spieler aus Victoria, und MacDonald, geboren in Victoria, bowlten Canterbury am Ende des ersten Tages für 34 Runs aus. Am zweiten Tag schlug die Mannschaft Otagos für 65.1 Over und erzielte 74 Runs, bevor Mace und MacDonald je vier und sechs Wickets erzielten und Otago den Sieg einbrachten. Otago und Canterbury spielten ab 1864 jährlich gegeneinander und dieses Spiel wurde ab der Saison 1911/12 Teil der Plunket Shield.

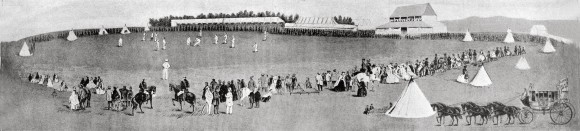
Das erste Spiel zwischen Canterbury und England im Hagley Park, Christchurch, Februar 1864

1863/64 besuchte George Parrs „All Engeland“-Mannschaft, die vorher in Melbourne gespielt hatte, als erste überhaupt Neuseeland und trug fünf Spiele auf der Südinsel aus. Die englische Mannschaft gewann 22 Spiele gegen starke Mannschaften aus Otago und Canterbury. Während ihrer Australientour 1876/77 besuchte James Lillywhites Mannschaft zwischen Januar und Anfang März 1877 Neuseeland für acht Nicht-First-Class-Matches. Sie gewannen sechs und spielten in zwei Remis. Ihr nächstes Spiel nach dem Rückkehr nach Australien war das erste Test Match der Cricket-Geschichte. Zwischen 1864 und 1914 besuchten insgesamt 22 Mannschaften aus Übersee Neuseeland. Sechs waren aus England, 15 aus Australien und eine aus Fidschi.

### Die erste Nationalmannschaft

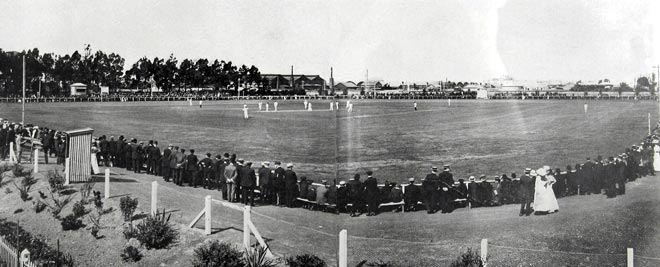
Cricketspiel zwischen Otago und Australien in Carisbrook, Dunedin, 1910

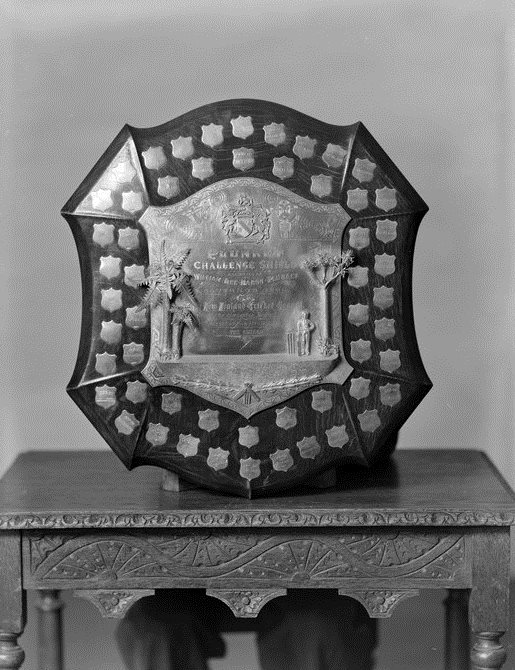
Die Plunket Shield wird seit 1906 zwischen Neuseelands First-Class-Mannschaften ausgespielt

Am 15.–17. Februar 1894 spielte die erste Neuseeland repräsentierende Mannschaft gegen New South Wales im Lancaster Park in Christchurch. New South Wales gewann das Spiel mit 160 Runs. Das New Zealand Cricket Council (NZCC, heute New Zealand Cricket) wurde am 27. Dezember 1894 gegründet. New South Wales besuchte 1895/96 wieder Neuseeland und der Gastgeber gewann das einseitige Spiel mit 142 Runs, der erste Sieg Neuseelands.
Neuseeland spielte seine ersten beiden Länderspiele (jedoch keine Test Matches) 1904/05 gegen eine starke australische Mannschaft mit Spielern rund um Victor Trumper, Warwick Armstrong und Clem Hill. Regen bewahrte Neuseeland vor einer deutlichen Niederlage im ersten Spiel, jedoch nicht im zweiten, das Neuseeland mit einem Innings und 358 Runs verlor – bis heute die zweithöchste Niederlage Neuseelands im First-Class Cricket. Für die folgenden 50 Jahre sollten sich die Begegnungen mit Australien aus Auswahlmannschaften der Bundesstaaten und die Australia XI beschränken, da die Australier ihre Nachbarn nicht als stark genug für Test Cricket erachteten.
Lord Plunket stiftete 1936 die Plunket Shield. Dies war Neuseelands erste offizielle Trophäe im Cricket. Bis dahin waren es vor allem die Mannschaften aus Canterbury, Otago, Auckland, Wellington, Hawke’s Bay, Nelson (bis 1891) und Taranaki (bis 1898) gewesen, die regelmäßig Spiele gegeneinander austrugen. Bis 1920/21 wurde die Plunket Shield als Herausforderungswettbewerb ausgespielt und seitdem als Ligawettbewerb. In den Anfangsjahren gewannen entweder Canterbury oder Auckland die Plunket Shield.

### Zwischenkriegsjahre

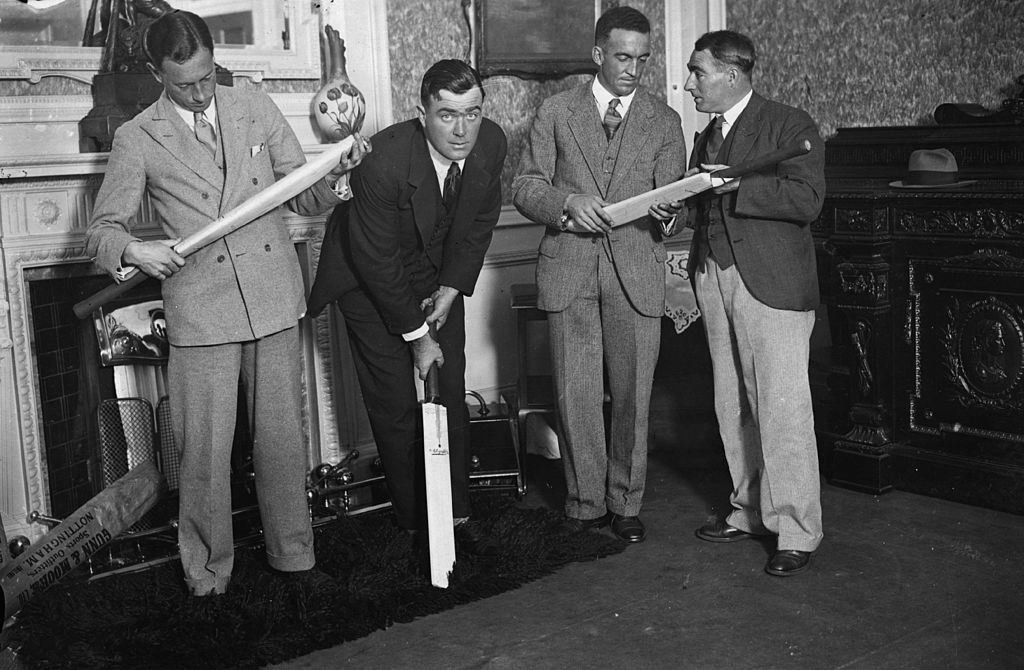
Roger Blunt, Tom Lowry, Curly Page und Stewie Dempster während der ersten Englandtour Neuseelands 1931

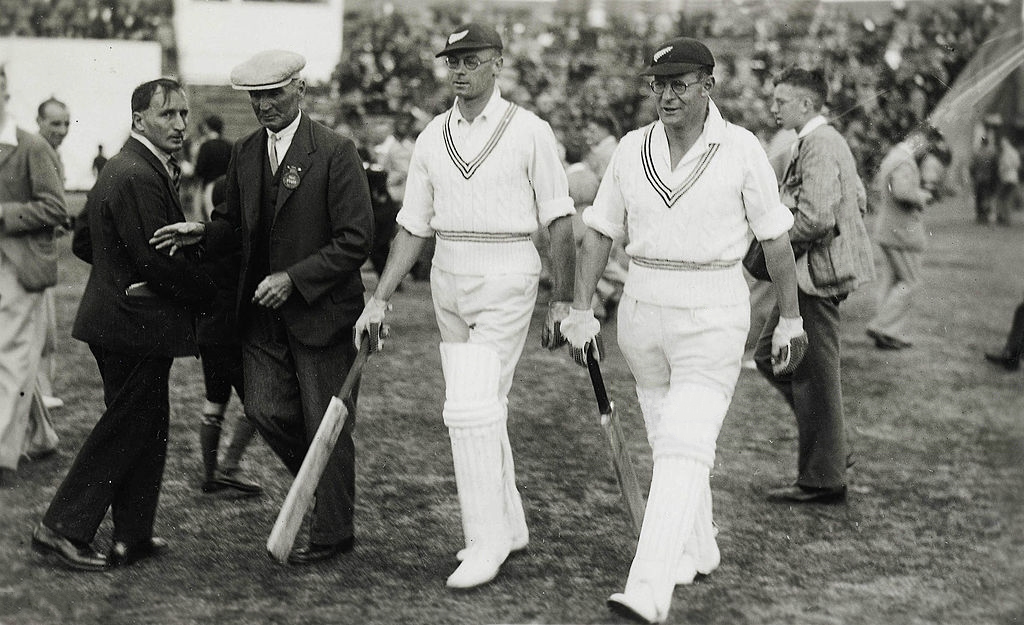
Walter Hadlee und Jack Kerr während der Englandtour Neuseelands 1937

Der Marylebone Cricket Club (MCC) war eifrig dabei, das Cricket im gesamten Empire zu fördern, und am 31. Mai 1926 wurde der neuseeländische Verband, zusammen mit seinen indischen und westindischen Äquivalenten, Vollmitglied der Imperial Cricket Conference (heute International Cricket Council, ICC), die zunächst nur aus dem MCC und Vertretern aus Australien sowie Südafrika bestanden hatte. Nach seinem Beitritt zum ICC durfte Neuseeland als fünfte Mannschaft offizielle Tests spielen, die als wichtigste internationale Cricketspiele gelten. 1927 unternahm Neuseeland seine erste Englandtour, auf der das Team jedoch noch keine Tests spielte, da es nicht als stark genug galt. Es bestritt 26 First-Class-Matches, meist gegen County-Teams. Es gewann sieben Spiele, darunter gegen Worcestershire, Glamorgan, Somerset und Derbyshire. Nach dieser erfolgreichen Tour galt Neuseeland als stark genug für offizielle Tests.
1929/30 besuchte der MCC, der die Aufsicht über alle offiziellen englischen Touren innehatte, als Vertretung Englands unter Kapitän Harold Gilligan Neuseeland und bestritt vier Tests, die alle jeweils drei Tage dauerten. Gleichzeitig führte Freddie Calthorpe eine andere englische Mannschaft in die Karibik, wodurch England nicht in voller Stärke antrat. Neuseeland verlor seinen ersten Test im Lancaster Park, Christchurch, mit acht Wickets, konnte jedoch in den anderen drei Tests Remis erzielen. Im zweiten Test erzielten Stewie Dempster und John Mills 276 Runs in der Partnerschaft um das erste Wicket. Bis heute ist dies die höchste Partnerschaft Neuseelands gegen England. Eine Anfrage seitens des NZCC für einen Besuch Australiens für zwei Tests im Frühjahr 1931 lehnte der australische Verband mit der Begründung ab, dass sich die Spieler von einem anstrengenden Jahr mit zwei Testserien von jeweils fünf Tests erholen müssten. 1931 erfolgte der erste Besuch Neuseelands in England für drei Tests, was gleichzeitig Neuseelands erste offizielle Tour im Test Cricket war. Es verlor die Serie jedoch mit 0–1, nachdem zwei Tests in Remis geendet waren und England den zweiten mit einem Innings und 26 Runs gewonnen hatte.
1931/32 spielte Neuseeland erstmals eine Serie von zwei Tests gegen Südafrika und verlor die Testserie mit 0–2, nachdem es im ersten Test mit einem Innings und zwölf Runs sowie im zweiten Test mit acht Wickets unterlegen war. Nach der umstrittenen Bodyline Series 1932/33 in Australien, bei der das aggressive Bowling der Engländer auf dem Körper auf heftige Kritik gestoßen war, reisten sie unter ihrem Kapitän Douglas Jardine weiter nach Neuseeland. Diese Testserie sorgte für wesentlich weniger Aufsehen und endete nach zwei Remis mit 0–0 unentschieden. Eine Neuseelandtour der besten australischen Spieler, die nicht für die Ashes Tour 1934 nominiert worden waren, wurde für den Zeitraum zwischen Februar und April 1934 arrangiert, nach Missverständnissen zwischen beiden Verbänden über die Finanzierung und den Rückzug einiger ausgewählter Spieler jedoch kurz vor dem geplanten Tourbeginn gestrichen.
1937 erfolgte Neuseelands zweiter Besuch in England, der auf ähnliche Weise wie der erste verlief, als es zwei Remis erzielte und den zweiten Test mit 130 Runs verlor. Dies sollte jedoch bis zum Ausbruch des Zweiten Weltkrieges, der für sieben Jahre alle internationalen Cricket-Aktivitäten unterbrach, Neuseelands letzte Testserie bleiben und in den Vorkriegsjahren gelang kein Sieg gegen eine andere Mannschaft außer der Englands. Eine geplante Neuseelandtour der Australier im Februar und März 1940, bei der unter anderem drei Tests bestritten werden sollten, wurde nach dem Kriegsausbruch gestrichen. Dadurch erfüllten sich die Hoffnungen, dass Donald Bradman ein starkes australisches Team nach Neuseeland führen würde, nicht.

### Nachkriegsjahre

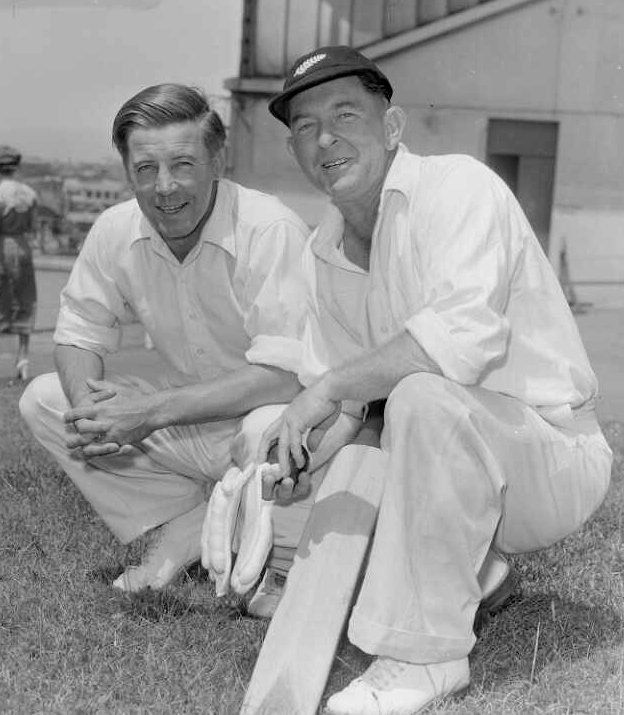
Die beiden neuseeländischen Cricketspieler Martin Donnelly und Merv Wallace, 1956

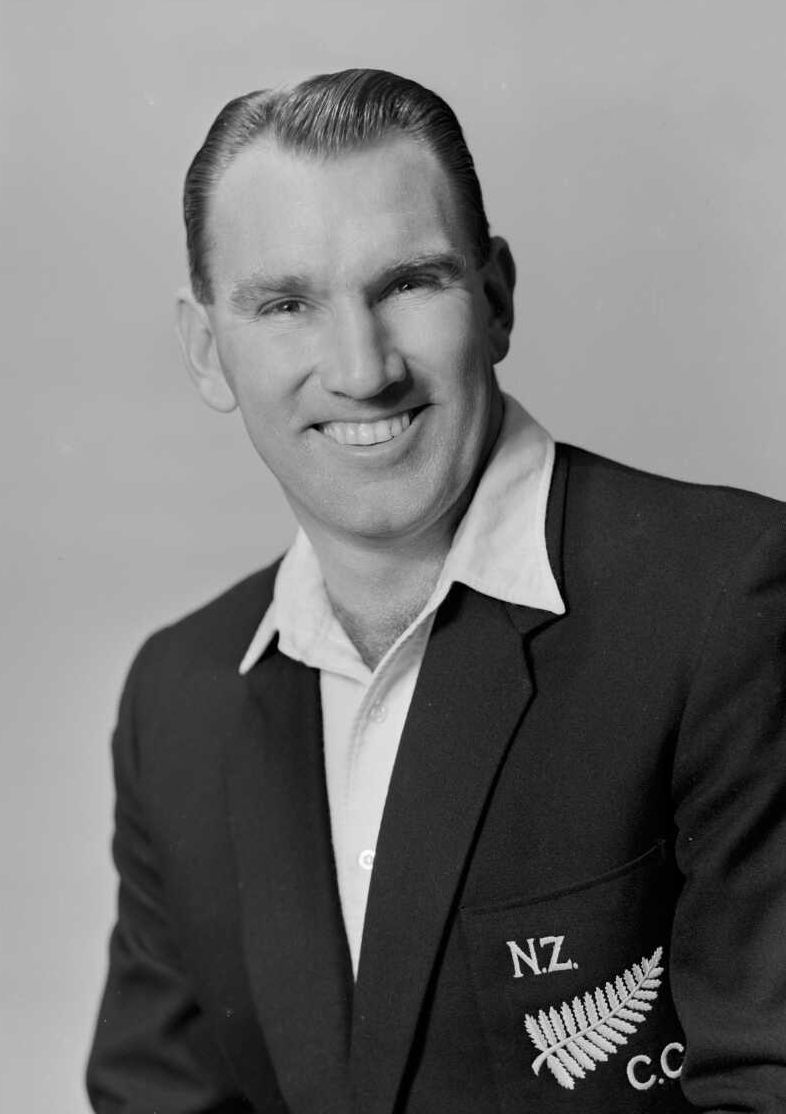
John R. Reid (um 1960)

1945/46 bestritt Neuseeland im Basin Reserve, Wellington, seinen ersten Test der Nachkriegszeit und den ersten überhaupt gegen Australien. Das Spiel wurde damals nicht als Test betrachtet, erhielt jedoch von der Imperial Cricket Conference (ICC, dem heutigen International Cricket Council) im März 1948 rückwirkenden Teststatus verliehen. Die an dem Test beteiligten neuseeländischen Spieler waren mit der Entscheidung des ICC unzufrieden, da Neuseeland seine Innings mit 42 bzw. 54 Runs verlor. Wegen der mangelnden Bereitschaft des NZCC, den australischen Spielern eine angemessene Zulage für Neuseelandtouren zu bezahlen, war dies der einzige Test zwischen Australien und Neuseeland im Zeitraum von 1929 bis 1972. Nach seinem Australienbesuch 1946/47 für fünf Tests besuchte England Neuseeland für einen weiteren Test, der in einem Remis endete. Dies war der erste Test, bei dem wegen Regens an einem Reservetag gespielt werden musste.
1949 entsandte Neuseeland wohl eine seiner besten Mannschaften nach England. Die Tests erstreckten sich über drei Tage, was dazu führte, dass alle vier Tests in Remis endeten. Die Englandtour des Jahres 1949 gilt als eine der besten in der Test-Geschichte Neuseelands. In allen vier Tests wurden hohe Ergebnisse erzielt, obwohl sie in Remis endeten. Martin Donnellys 206 Runs im Londoner Lord’s gilt als eines der besten Innings dort und ist das erste Double-Century Neuseelands gegen England. Die vier Remis bedeuten für Neuseeland aber auch, dass kein Test verloren ging. Bei früheren Tests gelang dies lediglich der legendären Mannschaft während der Ashes Tour 1948 rund um Donald Bradman. 1950/51 erfolgte der Gegenbesuch Englands (das zuvor in Australien mit 1–4 unterlegen war) für zwei Test Matches, von denen das erste in einem Remis endete und die Gäste das zweite mit sechs Wickets gewannen.
1951/52 spielte Neuseeland erstmals Test Matches gegen die West Indies, verlor jedoch das erste mit fünf Wickets, während das zweite in einem Remis endete. 1952/53 besuchte Südafrika, das zuvor in Australien mit 2–2 unentschieden endete, Neuseeland erstmals nach 20 Jahren und gewann die Testserie mit 1–0 nach einem Remis. Der Gegenbesuch Neuseelands in Südafrika 1953/54 (der erste Besuch in Südafrika) endete nach fünf Tests mit 0–4.
1954/55 erzielte Neuseeland das niedrigste Ergebnis in einem Innings (26 Runs gegen England) und verlor die Testserie mit 0–2. 1955/56 spielte Neuseeland erstmals in Pakistan und in Indien, erzielte jedoch keinen Sieg. In derselben Saison erzielte Neuseeland seinen ersten Testsieg im 45. Test, wenn auch daheim, gegen die West Indies mit 190 Runs. Die West Indies hatten die Testserie jedoch bereits mit drei Siegen für sich entschieden. Es dauerte 45 Test Matches und 26 Jahre, bis Neuseeland seinen ersten Test gewann. Der Englandbesuch Neuseelands 1958 endete mit 0–4. Der Gegenbesuch Englands 1958/59 verlief für Neuseeland nicht besser, nachdem es mit 0–1 unterlegen war.
In den folgenden 20 Jahren sollte Neuseeland nur sieben weitere Test Matches gewinnen. Für den größten Teil dieses Zeitraums mangelte es an einem First-Rang-Bowler, der die Offensive anführen konnte, obwohl sie mit Bert Sutcliffe und Glenn Turner zwei herausragende Batter und mit John R. Reid einen guten All-rounder in ihren Reihen hatten. Bis 1970 sollten Neuseeland nur sieben Siege in 95 Spielen gelingen. Reid führte Neuseeland während der Südafrikatour 1961/62 an, wo die Testserie mit 2–2 unentschieden endete. Die Siege im dritten und fünften Test waren die ersten Auswärtssiege Neuseelands. Reid erzielte auf der Tour 1.915 Runs und stellte damit einen neuen Rekord für die meisten Runs eines besuchenden Batter in Südafrika auf. 1962/63 verlor es daheim wieder alle drei Tests gegen England.
Ab Mitte der 1960er Jahre gelang es Neuseeland, sich an den etablierten Testnationen heranzuarbeiten und in drei aufeinanderfolgenden Testserien daheim von jeweils drei Tests ein unentschieden zu erzielen: 1963/64 gegen Südafrika, 1964/65 gegen Pakistan und 1965/66 gegen England. Im denselben Zeitraum gelangen in Indien ebenfalls drei Remis, es gab die Testserie jedoch nach einer Niederlage im vierten Test aus der Hand. Beim Gegenbesuch Indiens in Neuseeland 1967/68 tat sich der Gastgeber schwer und verlor die Testserie mit 1–3. Indien erzielte während der Neuseelandtour seinen ersten Auswärtssieg überhaupt. Neuseeland gewann seine erste Testserie schließlich 1969/70 gegen Pakistan in drei Tests mit 1–0. Dieser Meilenstein gelang Neuseeland erst nach 40 Jahren und 30 verlorenen Serien hintereinander.

### Der Aufstieg des Limited-Overs Cricket

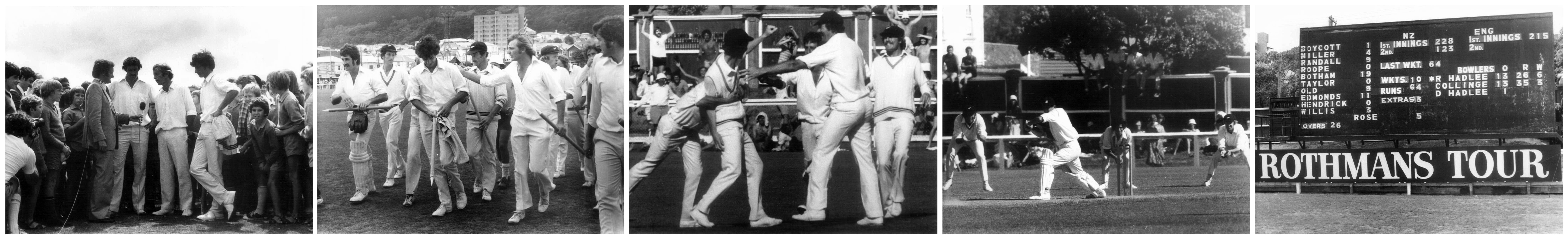
Szenen aus dem Test zwischen England und Neuseeland vom 10. bis 15. Februar 1978. Nach 48 Anläufen gelang es Neuseeland erstmals England in einem Test zu besiegen

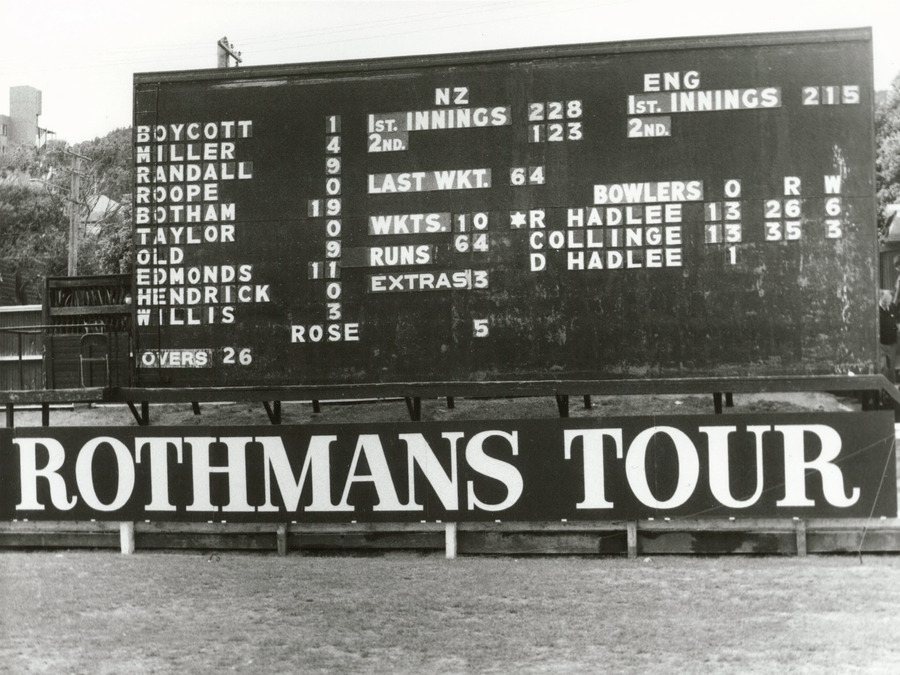
Ergebnistafel im Basin Reserve, Februar 1978. Neuseelands erster Sieg gegen England

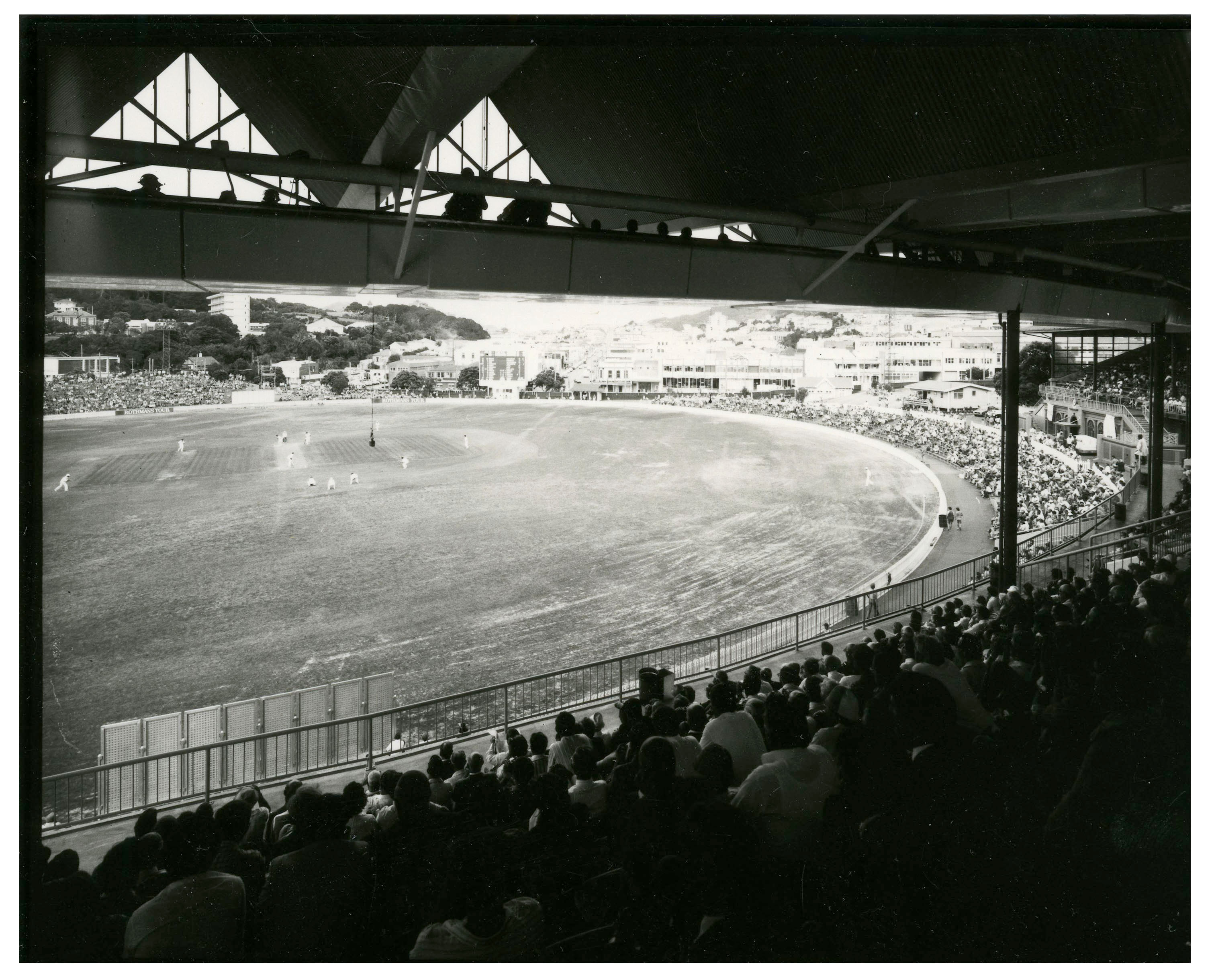
Test zwischen Indien und Neuseeland im Basin Reserve in Wellington, 1981

Lance Cairns verlässt das Feld, nachdem er sein Wicket beim Cricketspiel gegen Australien in Carisbrook verloren hatte (1982)

Am 11. Februar 1973 bestritt Neuseeland sein erstes ODI-Match und bezwang Pakistan im Lancaster Park mit 22 Runs. Die Testserie der Tour ging jedoch mit 0–1 verloren, womit sich Pakistan mit demselben Ergebnis revanchieren konnte und gleichzeitig seine erste Testserie auswärts gewann. Das ODI-Cricket brachte eine erhöhte Frequenz von Begegnungen gegen Australien mit sich und beide Mannschaften spielen um die Chappell-Hadlee Trophy, die nach zwei bekannten Cricket-Familien benannt ist: den australischen Chappells und den neuseeländischen Hadlees. Im März 1973 gelang Neuseeland der erste Testsieg über Australien, als es den zweiten Test der Serie im Lancaster Park, Christchurch, mit fünf Wickets gewann. Die Serie endete mit 1–1 unentschieden, nachdem der erste Test in einem Remis geendet und Australien den dritten mit 297 Runs gewonnen hatte.
Im selben Jahr debütierte Richard Hadlee, worauf sich Neuseelands Gewinnbilanz in Tests dramatisch steigerte. Hadlee gilt als einer der besten pace bowler seiner Generation, und er spielte in 86 Tests für Neuseeland, bevor er 1990 seinen Rückzug verkündete. Von diesen 86 Tests mit Hadlee gewann Neuseeland 22 und verlor 28. 1977/78 gewann Neuseeland seinen ersten Test gegen England, im insgesamt 48. Versuch, im Basin Reserve, Wellington, mit 72 Runs. Hadlee erzielte dabei zehn Wickets. Die Testserie endete nach einem englischen Sieg und einem Remis mit 1–1 unentschieden. 1983 besiegte Neuseeland erstmals England auswärts, als es in Headingley, Leeds, mit fünf Wickets gewann. Dennoch ging die Testserie mit 1–3 verloren. 1984 gewann Neuseeland schließlich daheim seine erste Testserie gegen England, als es den zweiten Test in Christchurch mit einem Innings und 132 Runs gewann und in den anderen beiden Tests ein Remis erzielte. 1986 erfolgte der erste Seriensieg in England, indem es den Test in Trent Bridge, Nottingham, mit acht Wickets gewann und die beiden anderen Tests in Remis endeten.
Neuseelands damals wahrscheinlich bekanntestes ODI ist der „Unterarm“-ODI gegen Australien im Melbourne Cricket Ground 1981. Greg Chapell beauftragte seinen Bruder Trevor, einen Ball aus dem Unterarm für Batter Brian McKechnie zu bowlen; dies war der letzte Bowl im Spiel und Neuseeland benötigte einen Boundary für ein Unentschieden. Da es den damaligen Cricket-Regeln entsprach, werteten die beteiligten australischen Umpire dieses Vorhaben als legal. Im Nachgang führte das Unterarm-Bowling zu einer Verschlechterung in den australisch-neuseeländischen Beziehungen, nachdem führende Politiker und Cricket-Persönlichkeiten dieses Verhalten als „unsportlich“ und „nicht im Sinne des Crickets“ beschrieben hatten. Als Neuseeland während der Tri Series 1983 wieder gegen Australien spielte, wurde Lance Cairns für sein ODI-Batting gelobt. In einem Spiel gegen Australien auf dem Melbourne Cricket Ground, einem der größten der Welt, erzielte er sechs Boundaries. Das Spiel ist jedoch weniger für die neuseeländische Niederlage mit 149 Runs in Erinnerung geblieben. Lances Sohn Chris Cairns gilt jedoch als sein größter Beitrag zum neuseeländischen Cricket.
In den 1980er Jahren verfügte Neuseeland ebenfalls über seinen besten Batter, Martin Crowe, und weitere gute Spieler, die alle in der Lage waren, den einen oder anderen Test zu gewinnen und wertvolle Beiträge in Tests zu liefern. Das beste Beispiel wie Neuseelands zwei herausragende Spieler (R. Hadlee und M. Crowe) einen Unterschied in Spielen machen konnten und andere Spieler gute Beiträge lieferten, ist Neuseeland gegen Australien 1985 in Brisbane. Im ersten Innings Australiens erzielte Hadlee neun Wickets für 52 Runs. In Neuseelands einzigem Innings erzielten M. Crowe 188 und John F. Reid 108 Runs. Edgar, Wright, Coney, Jeff Crowe, V. Brown und Hadlee erzielten alle zwischen 17 und 54* Runs. Im zweiten Innings Australiens erzielten Hadlee sechs Wickets für 71 Runs und Chatfield drei Wickets für 75 Runs. Neuseeland gewann schließlich mit einem Innings und 41 Runs. Dies war Neuseelands erster Testsieg auf australischem Boden. Nachdem Australien den zweiten Test in Sydney gewonnen hatte, siegte Neuseeland im dritten Test in Perth und entschied somit die Testserie mit 2–1 für sich. Dies war zugleich Neuseelands erster Seriensieg in Australien. Die darauf folgende Heimserie gegen Australien 1985/86 gewann Neuseeland nach zwei Remis und einem Sieg im dritten Test mit 1–0 und errang somit den ersten Heimseriensieg gegen Australien.
Das ODI-Cricket bot für Neuseeland auch die Chance, regelmäßiger als im Test Cricket gegen die besseren Mannschaften zu spielen. Im ODI musste der Batter keine Centuries erzielen und der Bowler musste den Gegner nicht ausbowlen, um ein Spiel zu gewinnen. ODIs können auch von einem Batter entschieden werden, der einen Fifty erzielt und andere, die 30 erzielen, der Bowler liefert economic bows und alle Feldspieler machen ein gutes Feldspiel. Diese Voraussetzungen erfüllten Neuseelands Spieler regelmäßig und die Mannschaft entwickelte so im Laufe der Zeit eine gute ODI-Bilanz gegen die anderen Mannschaften. Auf diese Weise konnte Neuseeland in den ersten beiden Weltmeisterschaften (1975 und 1979) in England das Halbfinale erreichen. Bei den beiden darauf folgenden Turnieren (1983 und 1987) war Neuseeland jedoch weniger erfolgreich und schied bereits in der Gruppenphase aus.
Chris Cairns debütierte ein Jahr vor Hadlees Rückzug 1990. Cairns, einer der besten All-rounder des Landes, führte in den 1990er Jahren das neuseeländische Bowling gemeinsam mit Danny Morrison an. Stephen Fleming, Neuseelands erfolgreichster Run-Scorer, führte das Batting und die Mannschaft in das 21. Jahrhundert. Nathan Astle und Craig McMillan erzielten ebenfalls viele Runs für Neuseeland, beide zogen sich jedoch früher zurück als erwartet. Bei der Weltmeisterschaft 1992 erzielte Neuseeland wieder bessere Leistungen und erreichte das Halbfinale, wo es jedoch gegen den späteren Weltmeister Pakistan unter dessen Kapitän Imran Khan ausschied; Neuseeland gelangen Siege gegen alle anderen teilnehmenden Mannschaften. Bei der Weltmeisterschaft 1996 schied Neuseeland etwas früher – im Viertelfinale – gegen Australien aus und bei der Weltmeisterschaft 1999 war im Halbfinale wieder Pakistan der letzte Gegner.
Am 4. April 1996 erzielte Neuseeland einen einmaligen Weltrekord, als die gesamte Mannschaft für ihre Leistungen als „Player of the Match“ ausgezeichnet wurde, nachdem sie die West Indies mit vier Runs besiegt hatten. Dies war das erste Mal, dass eine ganze Mannschaft diese Auszeichnung erhielt.
Daniel Vettori debütierte 1997 im Alter von 18 Jahren, und als er 2007 Fleming als Kapitän folgte, galt er bereits als bester vielseitiger pace bowler der Cricketwelt. Am 26. August 2009 wurde Vettori der achte Spieler, und zweite linkshändische Bowler (nach Chaminda Vaas), der 300 Wickets und 3.000 Runs in Tests erzielte. Vettori kündigte 2011 eine unbegrenzte Pause von den kürzeren Formen des Crickets an, spielte aber weiterhin im Test Cricket für Neuseeland und kehrte zur Weltmeisterschaft 2015 ins ODI-Cricket zurück.

### Seit der Jahrtausendwende

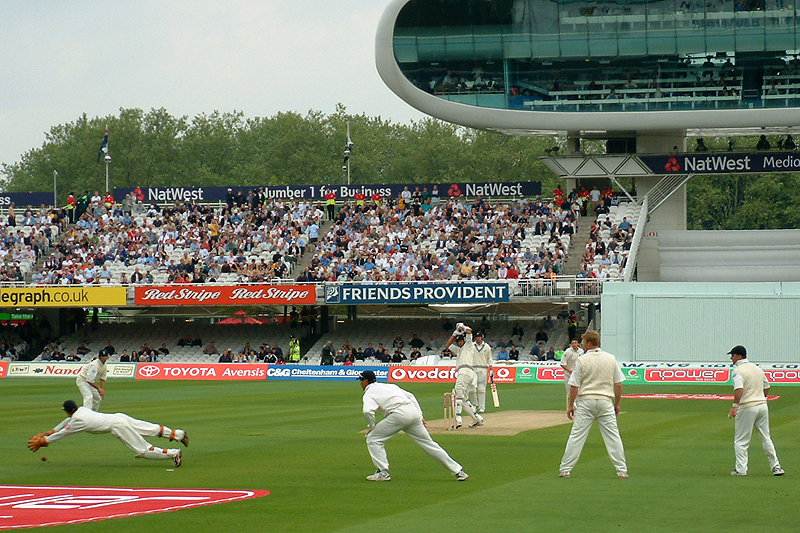
Test Match zwischen England und Neuseeland im Lord’s Cricket Ground, Mai 2004

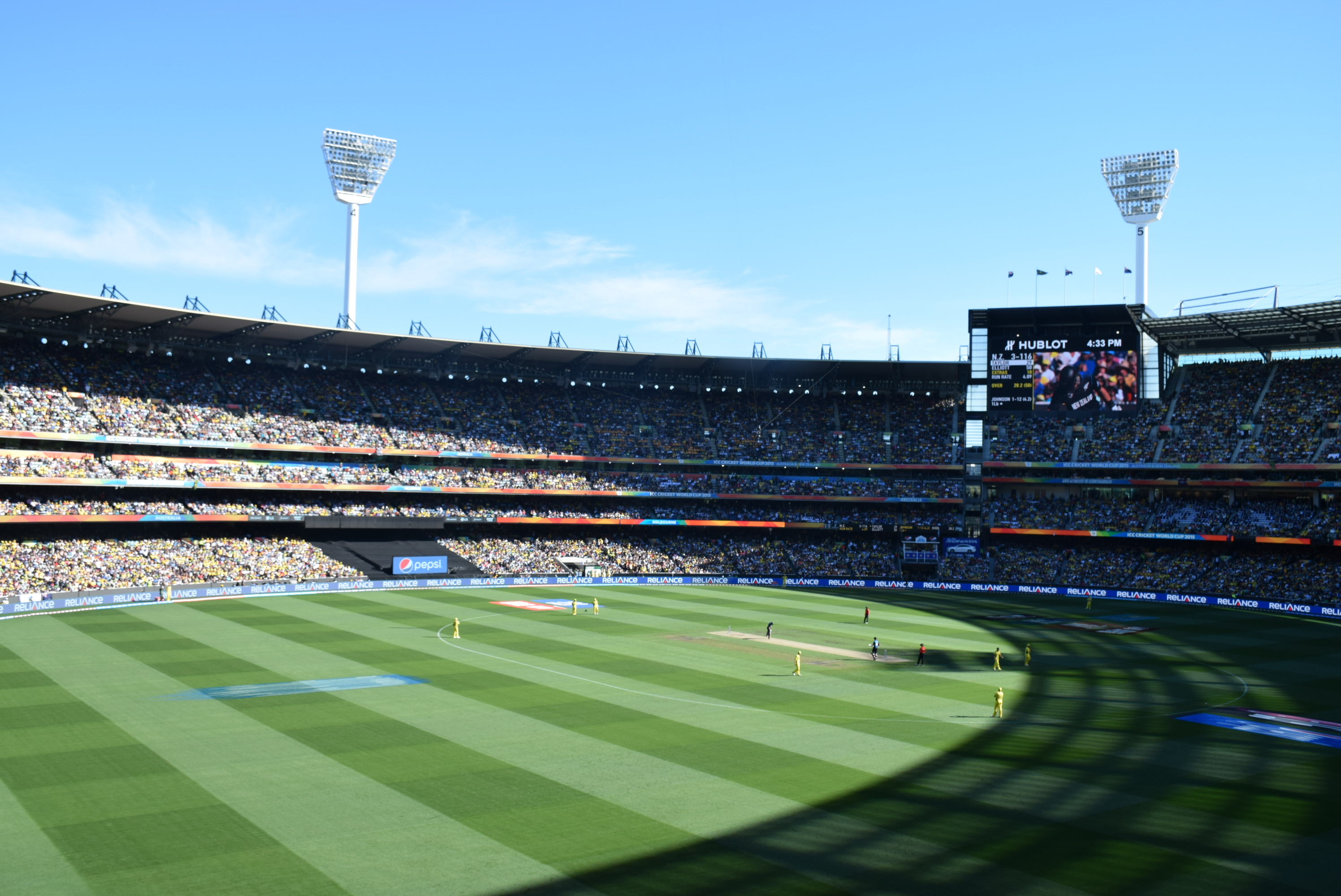
Finale der Weltmeisterschaft 2015 zwischen Australien und Neuseeland im Melbourne Cricket Ground

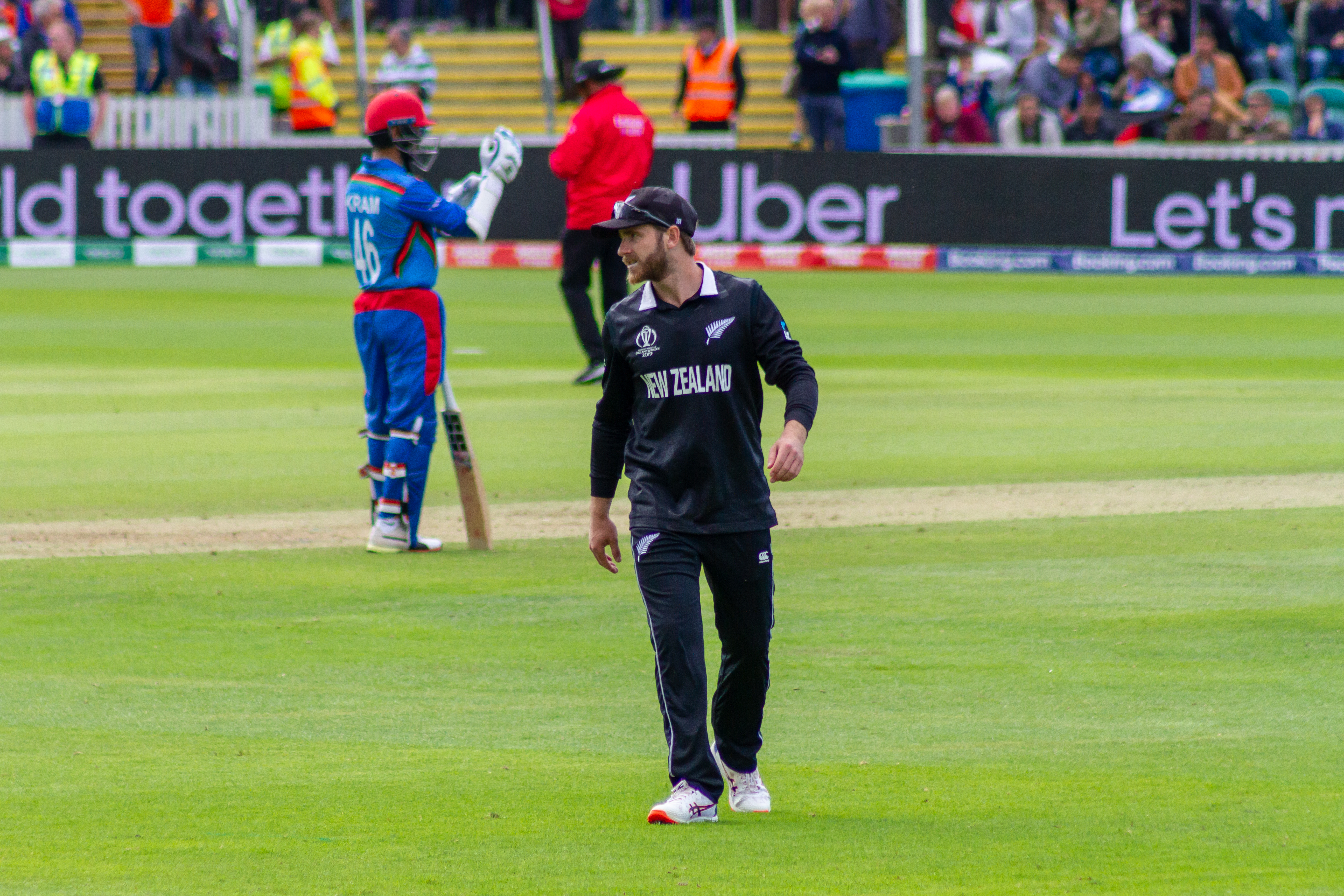
Neuseelands Kapitän Kane Williamson im Spiel gegen Afghanistan während der Weltmeisterschaft 2019

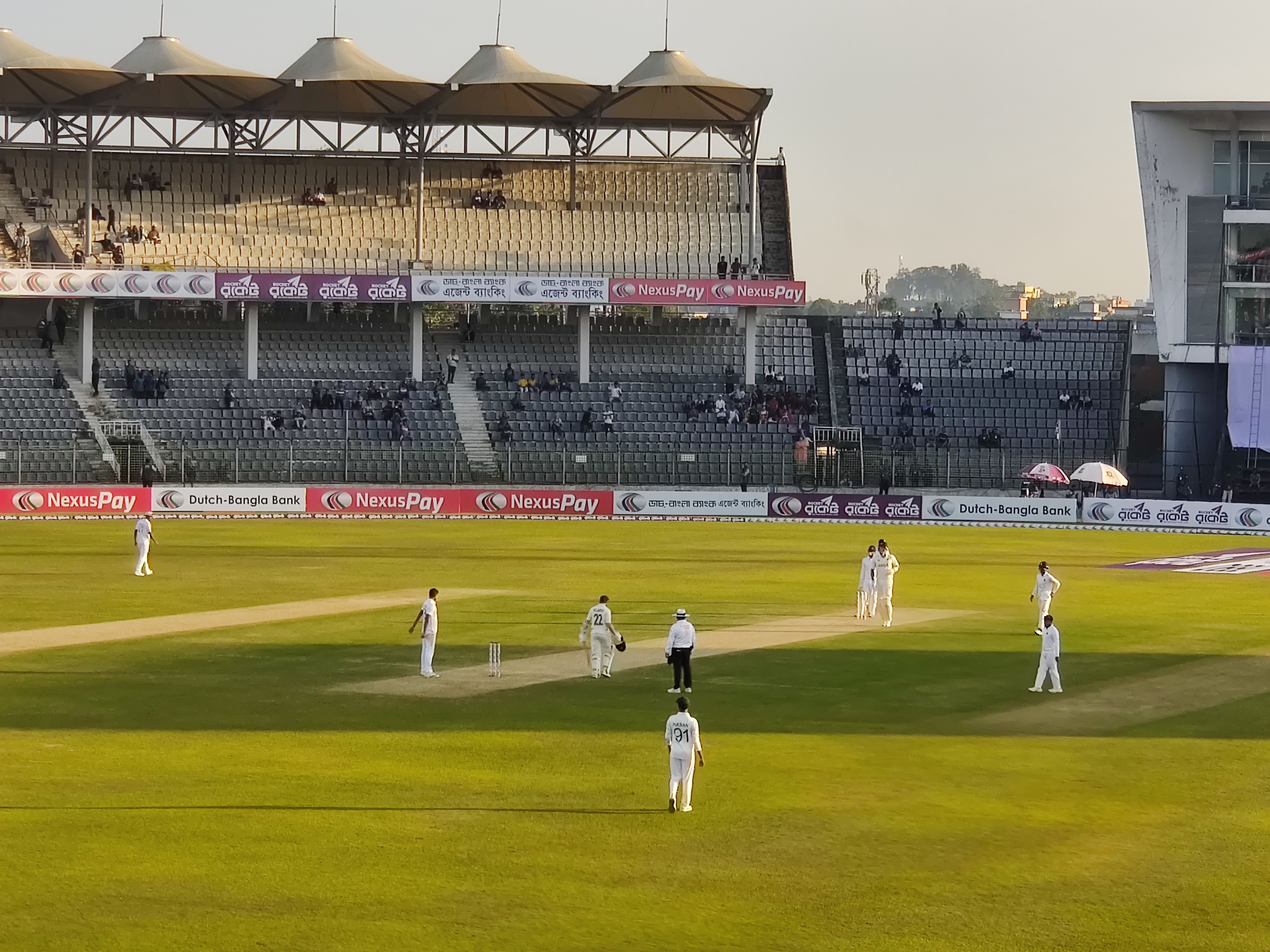
Test Match zwischen Bangladesch und Neuseeland im Sylhet International Cricket Stadium, November 2023

Neuseeland begann das neue Jahrtausend mit dem Sieg im ICC KnockOut 2000 in Kenia und gewann so sein erstes ICC-Turnier. Neuseeland begann mit einem Sieg von 64 Runs gegen Simbabwe und besiegte danach im Halbfinale Pakistan mit vier Wickets. Im Finale gegen Indien erzielte Chris Cairns 102 Runs ohne Verlust seines Wickets in Neuseelands run chase und führte Neuseeland so zum Sieg in dem Turnier. Shane Bond, der zwischen 2001 und 2007 in 17 Tests für Neuseeland antrat, konnte nach einer Verletzung jedoch nicht weiter spielen. Vor seiner Verletzung trug er erheblich zum neuseeländischen Bowling bei, wie es vor ihm nur Hadlee vermochte.
Bei der Weltmeisterschaft 2003 erreichte Neuseeland die Super 6, vor allem dank besserer Run rate. Nachdem Neuseeland in der Gruppenphase beim Spiel gegen Kenia in Nairobi wegen Sicherheitsbedenken nicht angetreten war, fehlten die Punkte aus diesem Spiel für die folgende Runde, da diese angerechnet wurden; dadurch schied es aus dem Turnier aus.
Vor der für das Jahr 2005 angesetzten Tour nach Simbabwe gab es ebenfalls Bedenken. Aufgrund der Menschenrechtslage in Simbabwe gab es Druck auf das neuseeländische Team, dort nicht anzutreten. Die Spieler sprachen sich für die Tour aus, sodass es schließlich doch aufbrach, auch wenn das Außenministerium und das Parlament versuchten, die Tour zu verhindern. Im ersten Test der Tour in Harare gelang es Neuseeland, Simbabwe zweimal am selben Tag für 59 bzw. 99 Runs auszubowlen. Simbabwe war damit erst das zweite Team, dem dies widerfuhr, nachdem Indien 1952 in Manchester ebenfalls zweimal am selben Tag ausgebowlt worden war. Das Test Match wurde innerhalb von zwei Tagen abgeschlossen und Neuseeland gewann mit einem Innings und 294 Runs.
Der Aufstieg des finanzstarken indischen Verbandes Board of Control for Cricket in India (BCCI) hatte einen großen Einfluss auf das neuseeländische Cricket und seine Spieler. Dem BCCI gelang es, andere Verbände davon zu überzeugen, Spieler, die an der konkurrierenden Indian Cricket League teilnahmen, nicht zu nominieren. Neuseeland verlor daraufhin mehrere Spieler. Das Geld, das sich mit T20-Cricket verdienen lässt, bewog vermutlich auch Spieler wie Craig McMillan und Scott Styris (vom Test Cricket) früher zum Rückzug, als sie es vielleicht unter anderen Umständen getan hätten. Nach dem Verschwinden der Indian Cricket League spielten Bond und Tuffey wieder für Neuseeland. Während der ODI-Serie 2006/07 in Neuseeland ließ Australien mehrere seiner Schlüsselspieler für die bevorstehende Weltmeisterschaft ausruhen, während andere verletzt waren. Der Gastgeber gewann die ODI-Serie schließlich mit 3–0. Sowohl bei der Weltmeisterschaft als auch der neuen ICC World Twenty konnte Neuseeland das Halbfinale erreichen. Obwohl die Black Caps bei den darauf folgenden vier World Twenties nicht über die Super 8 bzw. Super 10 hinaus kamen, erreichten sie bei der Weltmeisterschaft 2011 wieder das Halbfinale.
Vettori trat 2011 als Test-Kapitän zurück und der Batter Ross Taylor trat seine Nachfolge an. Taylor führte das Team ein Jahr lang an, einschließlich eines knappen Testsieges mit niedrigem Ergebnis gegen Australien in Hobart, der erste Sieg gegen Australien seit 1993. 2012 gelang es Neuseeland erneut, Simbabwe zweimal am selben Tag für 51 bzw. 143 auszubowlen, woraufhin das Test Match innerhalb von drei Tagen abgeschlossen werden konnte und Neuseeland mit einem Innings und 301 Runs gewann. Für die Saison 2012/13 wurde Brendon McCullum neuer Kapitän und einige Spieler stiegen zur Weltspitze auf. McCullum führte Neuseeland in der Saison 2013/14 zu Testsiegen gegen die West Indies und gegen Indien, sowie in der Saison 2014/15 gegen Pakistan und gegen Sri Lanka, wodurch Neuseeland in den Ranglisten für Test und ODI aufstieg. In der Testserie gegen Indien erzielte McCullum 302 Runs in Wellington und erzielte so Neuseelands erstes Triple-Century im Test Cricket.
Im Frühjahr 2015 erreichte Neuseeland das Finale der Weltmeisterschaft, die neben Australien auch in Neuseeland stattfand. Die Mannschaft blieb das gesamte Turnier über unbesiegt, verlor dann aber gegen Australien mit sieben Wickets. Im selben Jahr spielte Neuseeland zur Feier der Maori-Sprachwoche im ersten Spiel gegen Simbabwe erstmals unter dem Namen Aotearoa. Mitte des Jahres 2015 unternahm Neuseeland eine Englandtour und erzielte gute Leistungen. Die Testserie endete 1–1 unentschieden, während die ODI-Serie mit 2–3 verloren ging. Im Oktober/November 2015 und im Februar 2016 bestritt Neuseeland Testserien gegen Australien, von drei bzw. zwei Tests. Mit einer australischen Mannschaft, die im Wandel begriffen war, wurden Neuseeland gute Chancen eingeräumt, vor allem daheim. Das Team verlor jedoch beide Testserien mit jeweils 0–2. Für den dritten Test in Adelaide vereinbarten Australien und Neuseeland, diesen als ersten Tag/Nacht-Test überhaupt auszutragen.
Bei der Weltmeisterschaft 2019 erreichte Neuseeland zum zweiten Mal in Folge das Finale, nachdem es im Halbfinale Indien mit 18 Runs bezwungen hatte. Neuseeland bestritt das Finale gegen den Gastgeber England und seit der Weltmeisterschaft 1992 war dies das zweite Mal, dass zwei Mannschaften ein Finale ausspielten, von denen keine bisher Weltmeister war. Das Finale im Lord’s gilt eines der besten und dramatischsten Cricketspiele, und es gilt auch als eines der „besten ODIs in der Cricketgeschichte“. Das Spiel selbst und das anschließende Super Over endeten unentschieden. Die Engländer errangen den Titel, da sie über das gesamte Spiel gesehen mehr Boundaries erzielt hatten als Neuseeland. Der neuseeländische Kapitän Kane Williamson wurde der Kapitän mit den meisten Runs (578) bei einer Weltmeisterschaft. Neuseeland ist außerdem die einzige Mannschaft, die achtmal mindestens das Halbfinal erreichte, ohne jedoch eine Weltmeisterschaft zu gewinnen.
Im Januar 2021 belegte Neuseeland erstmals den ersten Platz der Test-Weltrangliste. Ebenso erreichte Neuseeland im Mai desselben Jahres erstmals den ersten Platz der ODI-Weltrangliste. Im Juni 2021 traf Neuseeland im Finale der ersten World Test Championship 2019–2021 auf Indien und gewann mit acht Wickets, womit die Black Caps ihren zweiten internationalen Crickettitel gewannen. In der Super 12 des T20 World Cup 2021 in Oman und den Vereinigten Arabischen Emiraten unterlag Neuseeland gegen Pakistan, anschließend gelangen jedoch Siege gegen Indien, Schottland, Namibia und Afghanistan. So beendeten die Neuseeländer ihre Gruppe auf dem zweiten Platz und erreichten das Halbfinale, wo sie England mit fünf Wickets bezwangen und erstmals das Finale erreichten. Dort unterlag Neuseeland jedoch gegen Australien mit acht Wickets. In der Super 12 des T20 World Cup 2022 in Australien besiegte Neuseeland in seinem ersten Spiel den Gastgeber mit 89 Runs, nachdem sie den Gegner für 111 Runs ausgebowlt hatten. Das darauf folgende Spiel gegen Afghanistan musste aufgrund Regens abgesagt werden, wonach die Neuseeländer Sri Lanka und Irland besiegten, während sie England unterlagen. So beendeten sie ihre Gruppe mit einer guten Net Run Rate auf dem ersten Platz und erreichten das Halbfinale, in dem sie gegen Pakistan mit sieben Wickets unterlagen. In der zweiten World Test Championship 2021–2023 erreichte Neuseeland nur den sechsten Platz. Während des Cricket World Cup 2023 in Indien gewannen die Neuseeländer gegen England, die Niederlande, Bangladesch, Afghanistan und Sri Lanka, unterlagen aber auch Indien, Australien, Südafrika und Pakistan. Damit erreichten sie aufgrund ihrer besseren Net Run Rate und punktgleich mit Pakistan und Afghanistan das Halbfinale, unterlagen jedoch Indien mit 70 Runs. Beim T20 World Cup 2024 verloren die Neuseeländer ihre Spiele gegen Afghanistan und die West Indies, bevor sie Uganda und Papua-Neuguinea bezwangen, wodurch sie bereits in der Vorrunde ausschieden und erstmals seit 2014 bei einem wichtigen internationalen Cricketturnier nicht das Halbfinale erreichten. Bei der Champions Trophy 2025 erreichten die Neuseeländer in ihrer Gruppe nach einer Niederlage gegen Indien den zweiten Gruppenplatz, wonach sie im Halbfinale Südafrika hinter sich ließen und im Finale abermals auf Indien trafen, diesmal jedoch mit vier Wickets unterlagen. Die dritte World Test Championship 2023–2025 schloss Neuseeland auf dem vierten Platz ab.

## Organisation
New Zealand Cricket (NZC) wurde am 27. Dezember 1894 als New Zealand Cricket Council (NZCC) gegründet und ist verantwortlich für die Organisation des Cricket in Neuseeland. Seit dem 31. Mai 1926 ist Neuseeland Vollmitglied im International Cricket Council (ICC).
New Zealand Cricket stellt die Neuseeland vertretenen Cricket-Nationalmannschaften, einschließlich der für die Männer, Frauen und Jugend, zusammen. Der Verband ist außerdem verantwortlich für die Durchführung von Test-, ODI- und T20I-Serien gegen andere Nationalmannschaften sowie die Organisation von Heimspielen und -turnieren. Neben der Aufstellung des Teams ist er verantwortlich für den Kartenverkauf, der Gewinnung von Sponsoren und der Vermarktung der Medienrechte.
Kinder und Jugendliche werden bereits in der Schule an den Cricketsport herangeführt und je nach Interesse und Talent beginnt dann die Ausbildung. Wie andere Cricketnationen verfügt Neuseeland über eine U-19-Nationalmannschaft, die an der entsprechenden Weltmeisterschaft teilnimmt. Die zweite Nationalmannschaft Neuseelands bildet New Zealand A, deren Spiele über First-Class- bzw. List-A-Status verfügen.

## Trikots und Spitznamen
| Zeitraum  | Trikotausrüster | Sponsor (Brust)              | Sponsor (Ärmel)        |
| --------- | --------------- | ---------------------------- | ---------------------- |
| 1980–1989 | Adidas          |                              |                        |
| 1990      | Adidas          | DB Draught                   |                        |
| 1991      |                 | DB Draught                   |                        |
| 1992      | ISC             | DB Draught                   |                        |
| 1993–1994 | ISC             | DB Draught                   | Bank of New Zealand    |
| 1995–1996 | ISC             |                              | DB Draught             |
| 1997      | ISC             | Bank of New Zealand          | DB Draught             |
| 1998      | Canterbury      | Bank of New Zealand          | TelstraClear           |
| 1999      | Asics           | Bank of New Zealand          | TelstraClear           |
| 2000      | WStar           | TelstraClear                 |                        |
| 2001–2005 | WStar           | National Bank of New Zealand | TelstraClear           |
| 2006–2008 | WStar           | National Bank of New Zealand |                        |
| 2009      | WStar           | National Bank of New Zealand | Dheeraj and East Coast |
| 2010      | Canterbury      | National Bank of New Zealand | Dheeraj and East Coast |
| 2011–2014 | Canterbury      | National Bank of New Zealand | Ford                   |
| 2015–2016 | Canterbury      | ANZ                          | Ford                   |
| 2017      | Canterbury      | ANZ                          | ANZ                    |
| 2018–2024 | Canterbury      | ANZ                          | ANZ                    |
| 2024      | Castore         | ANZ                          | ANZ                    |

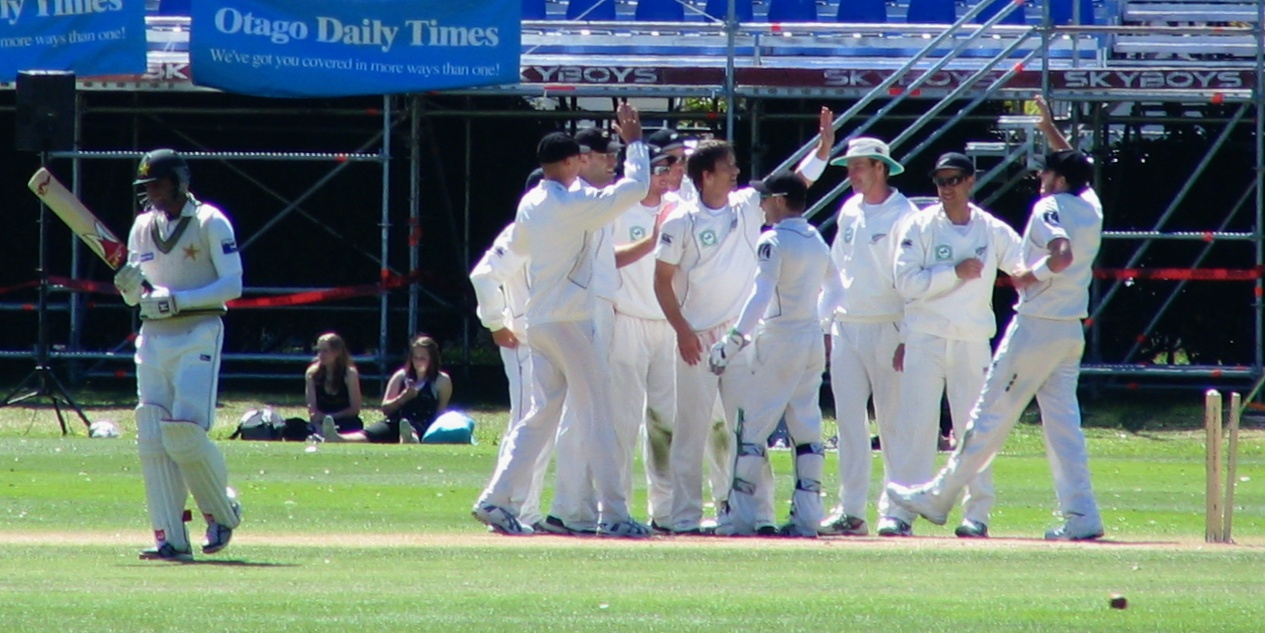
Neuseeland in den weißen Test-Trikots

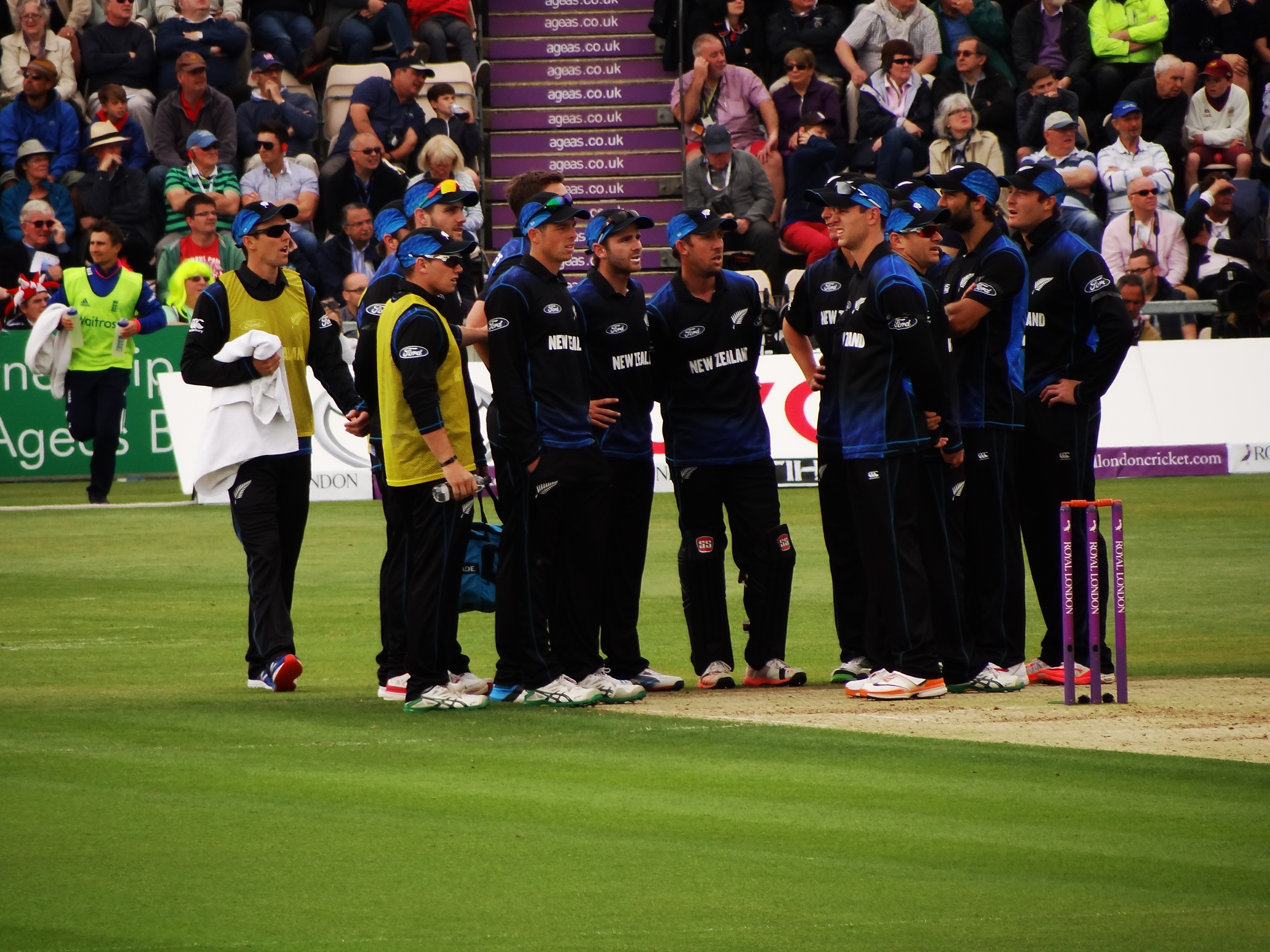
Neuseeland in den schwarzen ODI-Trikots

Neuseeland Trikot wird von Canterbury hergestellt, das 2009 den früheren Ausrüster WStar ersetzte.
Für Test Cricket zeigt Neuseelands weißes Trikot den Silberfarn auf der linken Brust, den Namen und das Logo des Sponsors ANZ auf der rechten Seite sowie auf dem linken Ärmel und das Canterbury-Logo auf dem rechten Ärmel. Neuseelands Feldspieler tragen einen schwarzen Hut (ähnlich einer Baseballcap anstelle des Baggys anderer Mannschaften) oder einen weißen Sonnenhut mit dem neuseeländischen Cricket-Logo auf der Stirnseite. Cricket-Helme sind ebenfalls schwarz gefärbt (bis 1996 waren diese noch in weiß gehalten, mit dem Silberfarn-Logo in einem schwarzen Kreis).
In den kürzeren Cricket-Formaten zeigen Neuseelands ODI- und T20I-Trikots das ANZ-Logo in der Mitte, den Silberfarn auf der linken Seite, das Canterbury-Logo auf dem rechten Ärmel und das ANZ-Logo auf der rechten Seite. Das ODI-Trikot besteht aus einem schwarzen Hemd mit blauen Akzenten und schwarzen Hosen, während das T20I-Trikot aus einem cremefarbenen Hemd mit schwarzen Akzenten und schwarzen Hosen besteht. Bei ICC-Turnieren in den kürzeren Cricket-Formen wird ein anderes Trikot-Design verwendet, mit dem Sponsorlogo auf dem Ärmel und dem Schriftzug NEW ZEALAND auf der Brust.
Neuseelands ODI-Trikot bei der World Cricket Series 1980 und 1988 war cremefarben und braun. Das 1983/84-Design wurde vom Fanclub der Black Caps, der Beige Brigade, populär gemacht, als man das Trikot zusammen mit einem „ethischen Vertrag“, der die Erwartungen an einen „Beige Brigadier“ beinhaltete, vertrieb; das Trikot wurde auch beim ersten T20I zwischen Australien und Neuseeland getragen. Zwischen 1991 und 1997 war das Trikot in grau oder silber gehalten (mit dem einen oder anderen Farbtupfer in schwarz oder weiß). Bis 2000 war das ODI-Trikot blaugrün mit schwarzen Akzenten.
Frühere Ausrüster waren unter anderem Adidas (World Cricket Series 1980–1990), ISC (Weltmeisterschaften 1992 und 1996, World Cricket Series 1993–1997), Canterbury (1998–1999), Asics (Ausrüster aller teilnehmenden Mannschaften bei der Weltmeisterschaft 1999) und WStar (2000–2009).
Frühere Sponsoren waren DB Draught (1990–1994 auf der Vorderseite, 1995–1997 auf dem Ärmel), Bank of New Zealand (1993–1994 und 1997–1999 auf der Vorderseite), Clear Communications, später TelstraClear (1997–2000 auf der Vorderseite, 2001–2005 auf dem Ärmel), National Bank of New Zealand (2000–2014), sowie Dheeraj and East Coast (2009–2010). Seit 2014 ist ANZ Sponsor, seit der Umbenennung der National Bank als ANZ. Im Mai 2017 wurde Amul neuer Sponsor während der Champions Trophy.
Die Neuseeländische Cricket-Nationalmannschaft trägt seit dem Januar 1998 den Spitznamen „Black Caps“, nachdem der damalige Sponsor Clear Communications einen Wettbewerb ausgerufen hatte, um einen Mannschaftsnamen zu finden. Damit ist die Cricket-Nationalmannschaft Neuseelands eine der vielen Nationalmannschaften des Landes, deren Spitzname den All Blacks entlehnt ist. Ein weiterer Spitzname der Mannschaft ist „Kiwis“, der allgemeine Spitzname für Neuseeländer, der sich vom gleichnamigen Vogel ableitet, dem Nationalsymbol Neuseelands.

## Stadien
Neuseeland verfügt über kein offizielles Heimstadion für seine Nationalmannschaft, sondern bestreitet seine Heimspiele in verschiedenen Stadien Neuseelands. Neuseeland bestritt seinen ersten Test 1930 gegen England im Lancaster Park, Christchurch.
Neuseelands traditionelles Cricketspiel an einem Feiertag ist der Boxing Day Test am zweiten Weihnachtsfeiertag im Basin Reserve in Wellington oder im Hagley Oval in Christchurch.
Die neuseeländische Mannschaft hat bisher auf heimischen Boden neun Stadien für die Austragung von Testspielen verwendet:
| Nr. | Stadion                                    | Stadt           | Erstaustragung    |
| --- | ------------------------------------------ | --------------- | ----------------- |
| 1   | Lancaster Park (Jade Stadium, AMI Stadium) | Christchurch    | 10. Januar 1930   |
| 2   | Basin Reserve (The Basin)                  | Wellington      | 24. Januar 1930   |
| 3   | Eden Park No. 1 (Eden Park)                | Auckland        | 14. Februar 1930  |
| 4   | Carisbrook                                 | Dunedin         | 11. März 1955     |
| 5   | McLean Park                                | Napier          | 16. Februar 1979  |
| 6   | Seddon Park                                | Hamilton        | 22. Februar 1991  |
| 7   | University Oval                            | Dunedin         | 4. Januar 2008    |
| 8   | Hagley Oval                                | Christchurch    | 26. Dezember 2014 |
| 9   | Bay Oval                                   | Mount Maunganui | 21. November 2019 |

## Rivalität mit Australien
Wie in anderen Sportarten (vor allem Rugby Union, Rugby League, Netball und bei den Commonwealth Games) pflegt Neuseeland eine traditionelle Rivalität mit dem Nachbarn Australien, die oft als „Geschwisterrivalität“ (sibling rivalry) bezeichnet wird. Die erste Testserie zwischen beiden Nationalmannschaften wurde 1945/46 während des australischen Besuches in Neuseeland ausgetragen. 1981 trübte das „Unterarm“-ODI im Melbourne Cricket Ground das sportliche Verhältnis zwischen beiden Mannschaften und hatte Auswirkungen bis auf die höchste politische Ebene zwischen den beiden Nationen. Australien und Neuseeland sind die einzigen Cricketnationen, die gleich um zwei Trophäen spielen: Seit 1985/86 im Test-Cricket um die Trans-Tasman Trophy und seit 2006/07 im ODI-Cricket um die Chappell-Hadlee Trophy. Beide Länder waren gemeinsam Ausrichter wichtiger Cricketturniere wie der Cricket World Cups 1992 und 2015. Außerdem traf man in den Endspielen des Cricket World Cup 2015 und des T20 World Cup 2021 aufeinander, die beide von Australien gewonnen wurden. Gemeinsam mit Australien wird Neuseeland den T20 World Cup 2028 austragen.

## Internationale Touren
Wie es seit dem Beginn des internationalen Crickets üblich ist, unternimmt die neuseeländische Cricket-Nationalmannschaft zum Teil monatelange Touren ins Ausland, um gegen andere Nationalteams sowie gegen Regionalauswahlen und Cricketclubs anzutreten. Ebenso empfängt man daheim durch Neuseeland tourende Nationalteams. Im heimischen Sommer ist man entweder Gastgeber oder tourt durch andere Cricket-Nationen der Südhemisphäre und im heimischen Winter tourt man durch die Cricket-Nationen der Nordhemisphäre. Dabei spielt Neuseeland im Test Cricket seit 1985/86 gegen Australien um die Trans-Tasman Trophy, seit 2023/24 gegen Südafrika um die Tangiwai Shield und seit 2024/25 gegen England um die Crowe-Thorpe Trophy. Dazu kommt im ODI-Cricket die Chappell-Hadlee Trophy, die seit 2004/05 gegen Australien ausgespielt wird.

## Spieler

### Bekannte Spieler

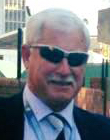
Richard Hadlee (2015)

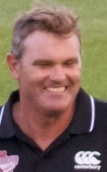
Martin Crowe (2011)

Zwei ehemalige neuseeländische Spieler wurden aufgrund ihrer herausragenden Leistungen in die ICC Cricket Hall of Fame aufgenommen:
| Spieler        | Position    | Aufnahme |
| -------------- | ----------- | -------- |
| Martin Crowe   | Batter      | 2015     |
| Richard Hadlee | All-rounder | 2009     |
| Daniel Vettori | All-rounder | 2025     |

### Spielerstatistiken
Insgesamt haben für Neuseeland 288 Spieler Tests, 215 Spieler ODIs und 104 Spieler T20Is gespielt. Im Folgenden sind die Spieler aufgeführt, die für die neuseeländische Mannschaft die meisten Runs und Wickets erzielt haben.

#### Runs
| Test                 | Test                 | Test                 | Test                 | ODI                  | ODI                  | ODI                  | ODI                  | T20I                 | T20I                 | T20I                 | T20I                 |
| Spieler              | Zeitraum             | Tests                | Runs                 | Spieler              | Zeitraum             | ODIs                 | Runs                 | Spieler              | Zeitraum             | T20Is                | Runs                 |
| -------------------- | -------------------- | -------------------- | -------------------- | -------------------- | -------------------- | -------------------- | -------------------- | -------------------- | -------------------- | -------------------- | -------------------- |
| Kane Williamson      | 2010–heute           | 105                  | 9.276                | Ross Taylor          | 2006–2022            | 236                  | 8.607                | Martin Guptill       | 2009–2022            | 122                  | 3.531                |
| Ross Taylor          | 2007–2022            | 112                  | 7.683                | Stephen Fleming      | 1994–2007            | 279                  | 8.007                | Kane Williamson      | 2011–heute           | 093                  | 2.575                |
| Stephen Fleming      | 1994–2008            | 111                  | 7.172                | Martin Guptill       | 2009–2022            | 198                  | 7.346                | Brendon McCullum     | 2005–2015            | 71                   | 2.140                |
| Brendon McCullum     | 2004–2016            | 101                  | 6.453                | Kane Williamson      | 2010–heute           | 173                  | 7.235                | Glenn Phillips       | 2017–heute           | 083                  | 1.929                |
| Tom Latham           | 2014–heute           | 088                  | 5.834                | Nathan Astle         | 1995–2007            | 223                  | 7.090                | Ross Taylor          | 2006–2020            | 102                  | 1.909                |
| Stand: 10. März 2025 | Stand: 10. März 2025 | Stand: 10. März 2025 | Stand: 10. März 2025 | Stand: 10. März 2025 | Stand: 10. März 2025 | Stand: 10. März 2025 | Stand: 10. März 2025 | Stand: 10. März 2025 | Stand: 10. März 2025 | Stand: 10. März 2025 | Stand: 10. März 2025 |

#### Wickets
| Test                 | Test                 | Test                 | Test                 | ODI                  | ODI                  | ODI                  | ODI                  | T20I                 | T20I                 | T20I                 | T20I                 |
| Spieler              | Zeitraum             | Tests                | Wickets              | Spieler              | Zeitraum             | ODIs                 | Wickets              | Spieler              | Zeitraum             | T20Is                | Wickets              |
| -------------------- | -------------------- | -------------------- | -------------------- | -------------------- | -------------------- | -------------------- | -------------------- | -------------------- | -------------------- | -------------------- | -------------------- |
| Richard Hadlee       | 1973–1990            | 086                  | 431                  | Daniel Vettori       | 1997–2015            | 291                  | 297                  | Tim Southee          | 2008–2024            | 126                  | 164                  |
| Tim Southee          | 2008–heute           | 107                  | 391                  | Kyle Mills           | 2001–2015            | 170                  | 240                  | Ish Sodhi            | 2014–heute           | 119                  | 138                  |
| Daniel Vettori       | 1997–2014            | 112                  | 361                  | Tim Southee          | 2008–2023            | 161                  | 221                  | Mitchell Santner     | 2015–heute           | 109                  | 120                  |
| Trent Boult          | 2011–2022            | 078                  | 317                  | Trent Boult          | 2012–2023            | 114                  | 211                  | Trent Boult          | 2013–2024            | 061                  | 083                  |
| Neil Wagner          | 2012–2024            | 064                  | 260                  | Chris Harris         | 1990–2004            | 250                  | 203                  | Lockie Ferguson      | 2017–heute           | 043                  | 064                  |
| Stand: 10. März 2025 | Stand: 10. März 2025 | Stand: 10. März 2025 | Stand: 10. März 2025 | Stand: 10. März 2025 | Stand: 10. März 2025 | Stand: 10. März 2025 | Stand: 10. März 2025 | Stand: 10. März 2025 | Stand: 10. März 2025 | Stand: 10. März 2025 | Stand: 10. März 2025 |

### Mannschaftskapitäne
Bisher haben insgesamt 31 Spieler als Kapitän für Neuseeland bei einem Testmatch fungiert, 25 für ein ODI und zehn für ein T20I.
| Test | Test             | Test       | ODI              | ODI        | T20I              | T20I       |
| Nr.  | Name             | Zeitraum   | Name             | Zeitraum   | Name              | Zeitraum   |
| ---- | ---------------- | ---------- | ---------------- | ---------- | ----------------- | ---------- |
| 1    | Tom Lowry        | 1930–1931  | Bevan Congdon    | 1973–1975  | Stephen Fleming   | 2005–2006  |
| 2    | Curly Page       | 1932–1937  | Glenn Turner     | 1975–1976  | Daniel Vettori    | 2007–2010  |
| 3    | Walter Hadlee    | 1946–1951  | Mark Burgess     | 1978–1980  | Brendon McCullum  | 2008–2015  |
| 4    | Bert Sutcliffe   | 1952–1954  | Geoff Howarth    | 1980–1985  | Ross Taylor       | 2010–2012  |
| 5    | Merv Wallace     | 1953       | John Wright      | 1983–1990  | Kane Williamson   | 2012–2024  |
| 6    | Geoff Rabone     | 1953–1955  | Jeremy Coney     | 1984–1987  | Kyle Mills        | 2013       |
| 7    | Harry Cave       | 1955–1956  | Jeff Crowe       | 1986–1988  | Tim Southee       | 2017–2023  |
| 8    | John Reid        | 1956–1965  | Martin Crowe     | 1990–1993  | Mitchell Santner  | 2020–heute |
| 9    | Murray Chapple   | 1966       | Andrew Jones     | 1992       | Tom Latham        | 2021–2023  |
| 10   | Barry Sinclair   | 1966–1968  | Ken Rutherford   | 1993–1995  | Michael Bracewell | 2024       |
| 11   | Graham Dowling   | 1968–1972  | Gavin Larsen     | 1994       |                   |            |
| 12   | Bevan Congdon    | 1972–1975  | Lee Germon       | 1995–1997  |                   |            |
| 13   | Glenn Turner     | 1976–1977  | Stephen Fleming  | 1997–2007  |                   |            |
| 14   | John Parker      | 1976       | Dion Nash        | 1999       |                   |            |
| 15   | Mark Burgess     | 1978–1980  | Craig McMillan   | 2001–2002  |                   |            |
| 16   | Geoff Howarth    | 1980–1985  | Chris Cairns     | 2002–2003  |                   |            |
| 17   | Jeremy Coney     | 1984–1987  | Daniel Vettori   | 2004–2011  |                   |            |
| 18   | Jeff Crowe       | 1987–1988  | Brendon McCullum | 2009–2016  |                   |            |
| 19   | John Wright      | 1988–1990  | Ross Taylor      | 2010–2012  |                   |            |
| 20   | Martin Crowe     | 1990–1993  | Kane Williamson  | 2012–2023  |                   |            |
| 21   | Ian Smith        | 1991       | Kyle Mills       | 2013       |                   |            |
| 22   | Ken Rutherford   | 1993–1995  | Tom Latham       | 2017–2023  |                   |            |
| 23   | Lee Germon       | 1995–1997  | Tim Southee      | 2018       |                   |            |
| 24   | Stephen Fleming  | 1997–2006  | Mitchell Santner | 2022–heute |                   |            |
| 25   | Dion Nash        | 1999       | Lockie Ferguson  | 2023       |                   |            |
| 26   | Daniel Vettori   | 2007–2011  |                  |            |                   |            |
| 27   | Ross Taylor      | 2011–2016  |                  |            |                   |            |
| 28   | Brendon McCullum | 2013–2016  |                  |            |                   |            |
| 29   | Kane Williamson  | 2016–2022  |                  |            |                   |            |
| 30   | Tom Latham       | 2020–heute |                  |            |                   |            |
| 31   | Tim Southee      | 2022–2024  |                  |            |                   |            |

## Bilanz
Die Mannschaft hat die folgenden Bilanzen gegen die anderen Vollmitglieder des ICC im Test-, ODI- und T20I-Cricket (Stand: 10. März 2025).
| Gegner      | Tests | Tests | Tests | Tests | Tests | ODIs | ODIs | ODIs | ODIs | ODIs | T20Is | T20Is | T20Is | T20Is | T20Is |
| Gegner      | Sp.   | S     | U     | N     | R     | Sp.  | S    | U    | N    | NR   | Sp.   | S     | U     | N     | NR    |
| ----------- | ----- | ----- | ----- | ----- | ----- | ---- | ---- | ---- | ---- | ---- | ----- | ----- | ----- | ----- | ----- |
| Afghanistan | 0     | 0     | 0     | 0     | 0     | 3    | 3    | 0    | 0    | 0    | 2     | 1     | 0     | 1     | 0     |
| Australien  | 62    | 8     | 0     | 36    | 18    | 142  | 39   | 0    | 96   | 7    | 19    | 5     | 1     | 13    | 0     |
| Bangladesch | 19    | 14    | 0     | 2     | 3     | 46   | 34   | 0    | 11   | 1    | 20    | 15    | 0     | 4     | 1     |
| England     | 115   | 14    | 0     | 54    | 47    | 96   | 45   | 3    | 44   | 4    | 27    | 10    | 1     | 15    | 1     |
| Indien      | 65    | 16    | 0     | 22    | 27    | 120  | 50   | 1    | 62   | 7    | 25    | 10    | 3     | 12    | 0     |
| Irland      | 0     | 0     | 0     | 0     | 0     | 7    | 7    | 0    | 0    | 0    | 5     | 5     | 0     | 0     | 0     |
| Pakistan    | 62    | 14    | 0     | 25    | 23    | 119  | 54   | 1    | 61   | 3    | 44    | 19    | 0     | 23    | 2     |
| Simbabwe    | 17    | 11    | 0     | 0     | 6     | 38   | 27   | 1    | 9    | 1    | 6     | 6     | 0     | 0     | 0     |
| Sri Lanka   | 40    | 18    | 0     | 11    | 11    | 108  | 54   | 1    | 44   | 9    | 28    | 16    | 2     | 9     | 1     |
| Südafrika   | 49    | 7     | 0     | 26    | 16    | 74   | 27   | 0    | 42   | 5    | 15    | 4     | 0     | 11    | 0     |
| West Indies | 49    | 17    | 0     | 13    | 19    | 68   | 30   | 0    | 31   | 7    | 20    | 10    | 3     | 5     | 2     |

## Internationale Turniere

### World Test Championship
- 2019–2021: Sieger
- 2021–2023: 6. Platz
- 2023–2025: 4. Platz
- 2025–2027: qualifiziert

### Cricket World Cup
- 1975: Halbfinale
- 1979: Halbfinale
- 1983: Vorrunde
- 1987: Vorrunde
- 1992: Halbfinale
- 1996: Viertelfinale
- 1999: Halbfinale
- 2003: Super 6
- 2007: Halbfinale
- 2011: Halbfinale
- 2015: 2. Platz
- 2019: 2. Platz
- 2023: Halbfinale
- 2027: noch ausstehend
- 2031: noch ausstehend

### Champions Trophy
- 1998: Viertelfinale
- 2000: Sieger
- 2002: Vorrunde
- 2004: Vorrunde
- 2006: Halbfinale
- 2009: 2. Platz
- 2013: Vorrunde
- 2017: Vorrunde
- 2025: 2. Platz
- 2029: noch ausstehend

### T20 World Cup
- 2007: Halbfinale
- 2009: Super 8
- 2010: Super 8
- 2012: Super 8
- 2014: Super 8
- 2016: Halbfinale
- 2021: 2. Platz
- 2022: Halbfinale
- 2024: Vorrunde
- 2026: qualifiziert
- 2028: noch ausstehend
- 2030: noch ausstehend